# Удебное (озеро, Московская область)
Удебное — озеро в Кривандинском сельском поселении Шатурского района Московской области. Относится к группе Туголесских озёр.

## Физико-географическая характеристика
Озеро, предположительно, ледникового происхождения.
Площадь — 0,12 км² (12 га), длина — около 520 м, ширина — около 240 м. Берега озера отлогие, низкие.
Глубина — 0,5-2,5 м, максимальная глубина достигает 2,5 м. Дно котлованное, покрыто торфом. Вода торфяная с тёмно-коричневой окраской.
Зарастаемость 50 %. Среди водной растительности распространены камыш, тростник, канадский рис, ряска, элодея, рдесты, кубышка, кувшинка, также встречается стрелолист, рогоз и земноводная гречиха. В озере обитают щука, окунь, карась, плотва, ёрш, язь, вьюн, линь, ротан, редко попадается карп. Встречается ондатра.
Озеро используется для рыболовства и охоты на уток.